# Parafia Wniebowzięcia Najświętszej Maryi Panny i św. Katarzyny Aleksandryjskiej w Konopnicy
Parafia Wniebowzięcia Najświętszej Maryi Panny i św. Katarzyny Aleksandryjskiej w Konopnicy – parafia rzymskokatolicka w dekanacie konopnickim w archidiecezji lubelskiej, erygowana w roku 1374 przy neogotyckim kościele w miejscowości Konopnica.

## Historia
Parafia powstała prawdopodobnie w latach 1374–1400. W roku 1400 wraz z patronatem kościoła była zakupiona przez miasto Lublin. W 1428 rada miasta Lublin zezwala plebanowi Pawłowi zwanemu Bando na zakupienie 2 łanów, które wraz z nadanymi przy erekcji 2 łanami stanowić miały własność parafii. W XVI wieku mieszczanie powiększyli uposażenie do 6 łanów pola. W okresie przynależności do diecezji krakowskiej, należała do archidiakonatu lubelskiego, dekanatu Chodel, później Lublin, a od 1982 r. do nowo utworzonego dekanatu Konopnica. W XVII wieku jest wzmianka o istnieniu w parafii wikariusza. Działała też w tym czasie szkoła parafialna, szpital, funkcjonujący do początków XIX w. Do czasów II wojny światowej była także biblioteka, licząca ok. 551 tomów. 21 czerwca 1941 roku przybyła do Konopnicy zmotoryzowana kolumna niemiecka oddziałów SS, a następnie zakwaterowała się na plebanii, w ogrodzie probostwa obraz na cmentarzu kościelnym i w kościele. Esesmani zajęli plebanię, usunęli z niej służbę i rozpoczęli poszukiwania ks. Nikodema Domańskiego, tropionego już od 1939 roku zastępcę proboszcza. Hitlerowcy zabronili ludności wstępu do kościoła, następnie dopuścili się świadomej i zorganizowanej profanację świątyni. Wtedy też zdewastowali plebanię i mieszkanie księdza, rekwirując wiele rzeczy oraz niszcząc wiele cennych dzieł z biblioteki ks. proboszcza Edwarda Niecki. W parafii od początku żywy był kult św. Katarzyny Aleksandryjskiej, świadczą o tym modlitwy i intencje mszalne zamawiane o wstawiennictwo Świętej. Archiwum zawiera m.in. akta urodzonych, zmarłych i małżeństw od XVII wieku, kronikę połączoną z „Liber fundi instricti” (zapoczątkowaną w 1921 r.), księgę wizytacji biskupich i dziekańskich (po II wojnie światowej). 
Obecnie trwa budowa nowej plebanii. Parafia wydaje swój biuletyn, gazetkę – „List Parafialny”.

## Proboszczowie

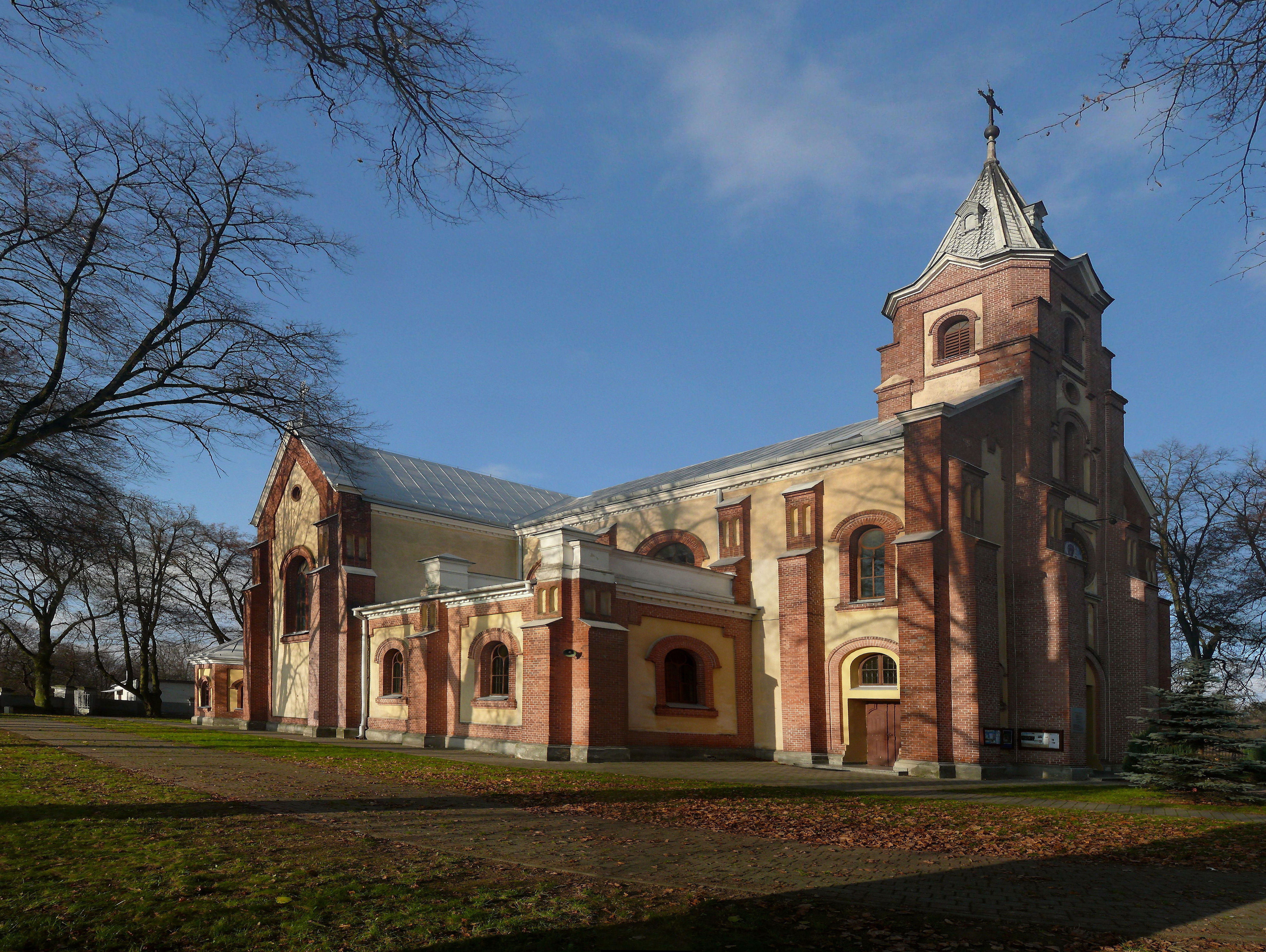
Widok kościoła

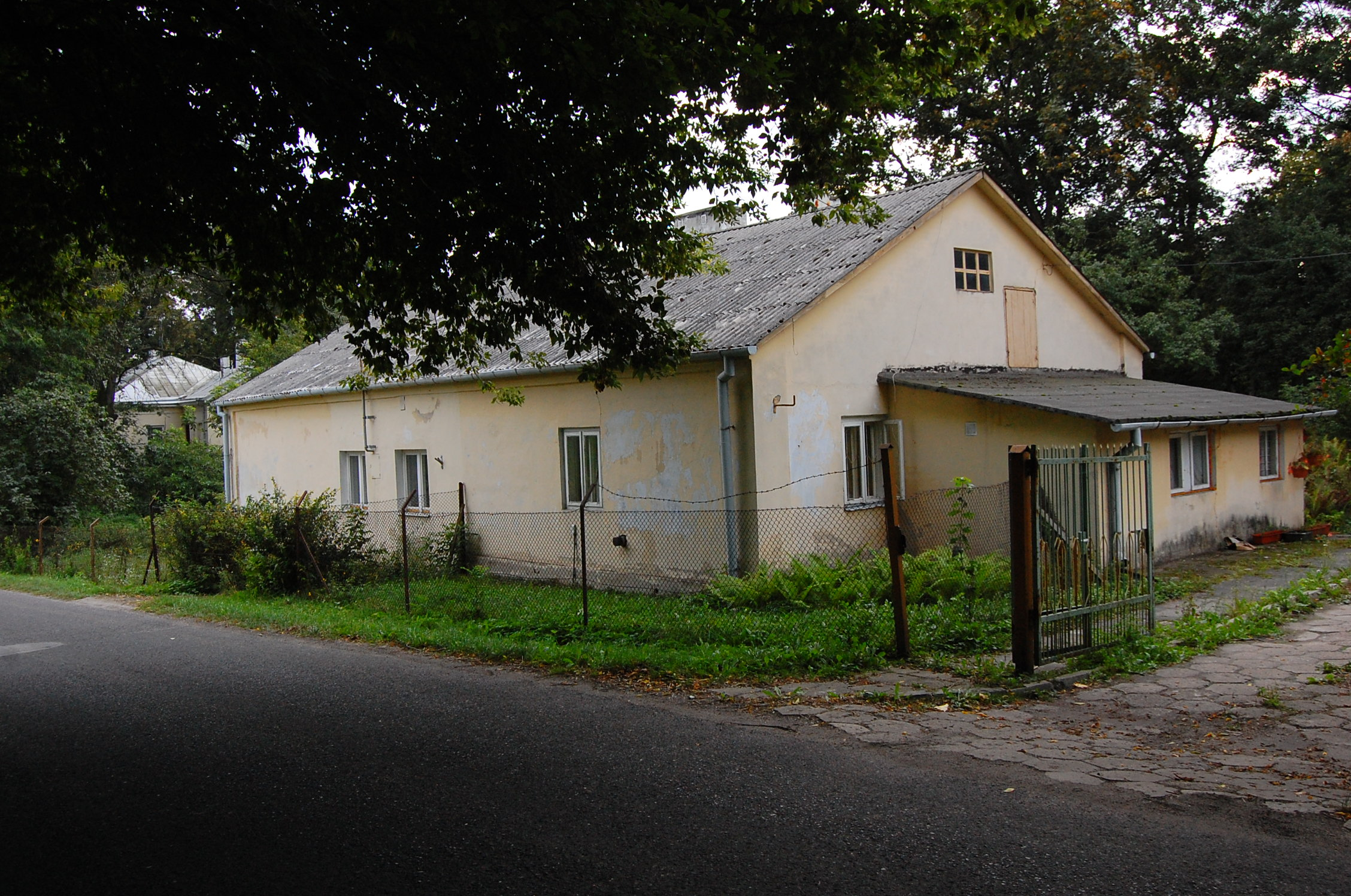
Budynek najstarszej plebanii w Konopnicy, tle po lewej budynek plebanii z początku XX wieku

### Plebani notowani w kronikach
- Paweł (1424–1433)
- Jan (1440–1461)
- Piotr (1485)

...
- ks. Antoni Różański (Proboszcz Parafii Czwartkowskiej, Administrator kościoła parafialnego Konopnickiego, Kanonik Lubelski, proboszcz konopnicki od 1822 do końca kwietnia 1842)
- ks. Wojciech Lipiński (od maja 1842 administrator, a następnie proboszcz do końca 1851)
- ks. Piotr Kopeć (administrator od 1852 do marca 1854)
- ks. Robert Kleszczyński (proboszcz od marca 1854 do lutego 1867)
- ks. Szymon Koziejski (administrator w latach 1867–1869)
- ks. Adolf Grabski (administrator od października 1869 do października 1882)
- ks. Leon Popławski (od 1882 do 1893 administrator, następnie proboszcz)
- ks. Jan Kureczko (proboszcz od 1893 aż do 1925)
- ks.  Jan Domański (proboszcz 1999-2025)
- ks. Grzegorz Bogdański (proboszcz 2025– )[1]

## Zasięg parafii
Do parafii należą wierni mieszkający w Lublinie (ulice: Al. Kraśnicka (nry 152–254, strona lewa), Laskowa, Folwarczna strona prawa nry 1–59 i strona lewa nry 2–16, Bełżycka strona prawa nry 1–54, Węglinek) oraz wierni z miejscowości: Konopnica, Kozubszczyzna, Marynin, Motycz, Pietrzakowizna (Konopnica), Stasin, Tereszyn, Uniszowice i Zemborzyce Tereszyńskie (cz. – prawa strona przy szosie Kraśnickiej).

## Grupy i wspólnoty
- Legion Maryi
- Akcja Katolicka
- Schola młodzieżowa i dziecięca
- Ministranci i Lektorzy
- Katolickie Stowarzyszenie Młodzieży „Paruzja”

## Msze Święte
- Niedziele: 8.00, 9.15, 11.00, 17.00, (kaplica dojazdowa w Uniszowicach: 12.30)
- Dni powszednie: 7.30, 17.00 (okres zimowy), 18.00 (okres letni).